# Henrik Strube
Henrik Strube (født 21. februar 1949 i København) er en dansk guitarist, forfatter, komponist og var i mange år redaktør for fagbladet MUSIKEREN. Pladedebuterede med danskrockbandet No Name, der arbejdede sammen med forfatteren Ebbe Kløvedal Reich, som leverede en del af bandets politisk/poetiske tekster. Medvirkende fra 1973 som guitarist i det politisk rockband Røde Mor, hvis rockcirkus turnerede meget i Danmark, Norge og Sverige og var et af halvfjerdsernes største danske rocknavne, live og på plade. Henrik Strube udsendte sit første soloalbum "Ven Og Fjende" (med tekster af Ebbe Kløvedal Reich) i 1976, og frem til 1990, var Henrik Strube fuldtidsmusiker i studiet og på landevejen. I perioden udsendte Henrik Strube en række albums, herunder "8338" fra 1983, der indeholdt singlen Hold om mig, der blev en evergreen, og Henrik Strubes til dato største hit.
Henriks politiske engagement kom bl.a. til udtryk ved deltagelse i en række solidaritetsarrangementer, herunder Rock For Afrika i Idrætsparken i København i september 1985, og efter at have været med ved ANC-galan i Stockholm 1985 tog han sammen med Sanne Salomonsen initiativ til afholdelse af Rock mod Apartheid i juni 1986 på Femøren.
Henrik Strube har arbejdet som journalist og skribent og har skrevet romanerne "Hit" (Lindhardt & Ringhof, 1989) og "Violinbyggeren" (Lindhardt & Ringhof, 2011) samt novellesamlingen "Cirkusdepressionen" (Lydia/Underskoven, 2020), oversat Charles Bukowskis sidste roman, PULP (Per Kofod, 2004) samt skrevet fagbogen "Pas På Ørerne" (Borgen, 2002. Opdateret udgave på Frydenlund, 2013), omhandlende hørelidelsen tinnitus, oprindelig baseret på Strubes interesse for musikermedicin i forbindelse med sit faglige arbejde for Dansk Musiker Forbund.
Henrik Strube har holdt en lang række foredrag om tinnitus og høreproblemer og har siddet i følgegruppen til en ph.d. om musikeres hørelse (Jesper Hvass Schmidt, OUH).
Holder desuden foredrag om tilblivelse og temaer i romanen VIOLINBYGGEREN, som er skrevet ud fra virkelige hændelser.
Henrik Strube arrangerede gennem ti år månedlige historieraftener, først under navnet The Storyentertainers, som oprindelig bestod af historiefortællerne Carsten Islington, Gravers Graversen og Strube selv, som optrådte på københavnske etablissementer som Kellerdirk, Park og i større format i Pressen i Politikens Hus. Senere fortsatte Strube og Graversen samarbejdet med månedlige shows på Krudttønden, Østerbro og Bremen Teater, hvor de inviterede en lang række kendte personligheder indenfor kunst, litteratur, skuespil og politik som gæster.
Strube sluttede sit arbejde som redaktør i 2013 og helliger sig nu helt arbejdet med at skrive sange og give koncerter i alle afkroge af landet, lejlighedsvist i duoform med vennen, keyboardspilleren Pete Repete, men oftest solo med sin akustiske guitar, både ved private dagligstuekoncerter og rundt omkring på landets scener i kulturhuse, på spillesteder og lignende med en blanding af sange og historier. I 2024 er der planlagt flere koncerter.

## Diskografi
- Fødelandssange (1972) med No Name
- (med Røde Mor) Linie 3
- (med Røde Mor) Betonhjertet
- (med Røde Mor, 1976) Hjemlig Hygge
- (med Røde Mor) Sylvesters Drøm
- (med Røde Mor) Boxsæt med 8 CDer
- Ven og Fjende (1976)
- Jackpot (1977)
- Hunden er løs (1979)
- Den Flyvende Duo (1981) med Jørgen Rygaard
- Unruhrig (1983), udsendt i Tyskland
- 8338 (1983) (også udsendt i 1987 under titlen Hold om mig)
- Som sol og måne (1985)
- ANC-Gallan (1985 Rock mod Apartheid)
- Hjertets vagabonder (1986)
- Nyt land (1988)
- Bellevue (1990)
- Blå Himmel over byen (1997)
- Mærk'ligt (2002)
- STORYBEAT (2008)
- Selvoptaget (2010)
- En Håbefuld Mand (2015)
- Lydia (2016)